# アカハラダカ
アカハラダカ（赤腹鷹、学名：Accipiter soloensis）は、タカ目タカ科オオタカ属に分類される鳥類の一種。

## 分布
中国東北部から朝鮮半島にかけてと中国南西部で繁殖し、冬季は東南アジアへの渡りをおこない越冬する。
日本では旅鳥。春秋の渡りの時期に、九州や南西諸島で数千羽以上の大群が観察される。まれに、本州でも渡り途中の個体が観察される（伊良湖岬など）。島根県では営巣した記録がある。

## 形態
全長約30cm。体色は雌雄ほぼ同色である。体の上面は暗い青灰色で、体の下面は淡い褐色だがやや橙色がかっている。飛翔時は他種と比べて翼が細長く、先が尖って見える。翼の下面は白く、初列風切の先端部は黒い。虹彩の色は、雄が暗赤色で雌が黄色。

## 生態
平地から低山の森林に生息し、周辺の水田等を狩り場とする。
食性は動物食で、両生類、昆虫類、トカゲ、鳥類、魚類を捕食する。
「キィー　キィー」「キッ　キッ」と高い声で鳴く。
樹上に小枝などを用いた巣を作り、2-5卵を産む。抱卵日数、巣立ちまでの日数はともに約19日で、雌雄共同で抱卵する。